# 宝井琴調
宝井 琴調（たからい きんちょう）は、講談師の名跡。寶井 琴調とも表記。当代は四代目。
- 初代宝井琴調 - 後∶二代目東流斎馬琴
- 二代目宝井琴調 - 本名∶田村 清吉[1]。宝井派に入るが、具体的な師は不明[1]。
- 代外宝井琴調 - 詳細不明[1]
- 三代目宝井琴調 - 後∶六代目宝井馬琴
- 四代目宝井琴調 - 本項にて記述

四代目 宝井琴調（よだいめ たからい きんちょう、1955年5月28日 - ）は、講談師。本名∶古内 良治。講談協会・落語協会に所属しており、講談協会では会長を、落語協会では理事を務める。出囃子は『陣立』または『片しゃぎり』。

## 芸歴
- 1974年
  - 2月 - 五代目宝井馬琴に入門[2]。
  - 5月 - 前座名「琴僚」[2]。
- 1985年
  - 4月 - 講談協会真打昇進、「琴童」となる[2]。
  - 10月 - 五代目宝井馬琴の死により、宝井琴鶴門下となる[2]。
- 1987年1月 - 「四代目宝井琴調」を襲名[2]。
- 2023年4月 ‐ 講談協会会長に就任。

## 活動
1989年から10年にかけて「自転車 出前講談」と題し、北海道各地をまわる。
2011年から年末（12月21-27日、26日を除く）に「暮れの鈴本 琴調六（五）夜」として上野鈴本演芸場の主任を務める。当初、落語定席で講釈師が主任を務めるのは異例のことであった。のちに、夏に「琴調の夏」と題して夏も主任公演を務めるようになり、講談協会・なみはや講談協会などの若手講談師の出演枠も作られている。各公演のテーマは以下の通り。
- 2011年 - 赤穂義士
- 2012年 - 戦国武将伝
- 2013年 - 侠客伝
- 2014年 - 没後三十年追慕 五代目寶井馬琴十八番集
- 2015年 - 天保六花撰
- 2016年 - 大岡名裁き
- 2017年 - 明日こそと ひとり雪見の 酒をほす
- 2019年 - 年の瀬を 上野で遊ぶも 十年目
- 2020年 - あれこれと 憂さを煮込みて どぜう鍋
- 2021年 - 暮れの寄席 今年を生きた 証にて
- 2022年
  - 8月 - 張扇 三とせの厄を 叩きだし
  - 12月 - 千鳥足 行くは堀部か 赤垣か
- 2023年
  - 9月 - 酒呑みの アテは薄味 そこは秋
  - 12月 - 来る歳は 平和であれと 一人呑む
- 2024年
  - 7月 -   彼の人も  寄席の帰りか 夕涼み
  - 12月 - 周五郎  一話読み終え ぬくの酒
- 2025年 
  - 7月 - 天保六花撰を読む ～ 路地裏に 悪党愛でし 釣りしのぶ ～

2012年から「封印切りの会」を定期的に行い、ネタおろしをしている。2012年5月の初回から2017年6月までの12回は、天保六花撰（全12段）を手掛けた。
浅田次郎、宮部みゆき、重松清など作家の許諾を受け、現代小説を講談にして演じたこともある。

## 演目
- 吾妻船
- 鋳掛松
- 伊勢の初旅
- お民の度胸
- 髪結新三
- 魚屋本多
- 芝居の喧嘩
- 芝浜の革財布
- 徂徠豆腐
- 玉川上水の由来
- 團蔵と淀五郎
- 度々平住み込み
- 中村仲蔵
- 眠り猫
- 白隠禅師
- 八丈島物語
- 浜野矩随
- 細川の茶碗屋敷
- 曲垣平九郎・梅花の誉れ
- 名月若松城
- 柳田格之進
- 雪の夜ばなし
- 夜もすがら検校

### 赤穂義士銘々伝
1. 大石東下り
2. 安兵衛婿入り
3. 三村の薪割り
4. 赤垣源蔵徳利の別れ
5. 笹売り源吾

### 大岡政談
- 小西屋騒動
- 匙加減
- 三方一両損
- 縛られ地蔵縁起
- 五貫裁き
- 万両婿(小間物屋政談)

### 怪談
- お岩誕生
- 豊志賀の死
- 牡丹燈籠・お札はがし

### 侠客伝
- 石松と都鳥
- 国定忠治と山形屋
- 笹川の花会
- 清水の小政
- 次郎長伝
- 平手造酒
- ボロ忠売り出し

### 力士伝
- 越の海

## 音源

### CD
- 講談かぶら矢会五十回記念CDボックス　「徂徠豆腐」「赤垣源蔵 徳利の別れ」を収録

### amazon デジタルミュージック（音声データ販売）
- 「義士銘々伝「安兵衛婿入り」」
- 「徂徠豆腐」
- 「浅妻船」
- 「寛永三馬術 曲垣平九郎 愛宕山梅花の誉れ」
- 「名月若松城」
- 「ボロ忠売出し」
- 「肉付きの面」
- 「宇喜多秀家」
- 「中村仲蔵」
- 「浜野矩随」
- 「夜もすがら検校」
- 「鋳掛け松」
- 「小政の生い立ち」
- 「森の石松 閻魔堂」
- 「祐天吉松　飛鳥山　親子の出会い」

### ラジオデイズ（音声データ販売）
amazon デジタルミュージックと同内容

### YouTube
「封印切の会」席亭のYouTubeチャンネルで、音源が公開されている。

## 出演
- 国立劇場　歌舞伎座公演　中村吉衛門「松浦の太鼓」に出演し、講談を一席披露した。
- 2006年年12月氷川きよしクリスマスコンサート出演(DVD「氷川きよしコンサート Vol.6」収録)。

### 映画
- 真梨邑ケイ監督　映画「マーメイド　〜海から来た少女〜」（2001年）
- 三木聡監督　映画「イン・ザ・プール」（2005年）　3秒出演

### ナレーション
- DVDブック ダジャ単ライブ〈Vol.1〉ダジャレ動画で憶える!英単語（エコール・サセム）

## 著書

### 絵本
- 「講談えほん　三方一両損」（2016年、福音館書店）
- 「講談えほん　子どもつなひき騒動」（2017年、福音館書店）

### インタビュー
- 秋山真志著「現代寄席人物伝 寄席の人たち」(2007年、集英社)

### 監修
- 大研究 落語と講談の図鑑 (伝えよう!日本の伝統芸能)　（2016年、国土社編集部）

## 受賞歴
2024年
- 第74回芸術選奨 大衆芸能部門 大臣賞（ 国立名人会「名月若松城」）